# 20000 فارونا
20000 فارونا هو جرم كبير كلاسيكي في حزام كايبر تم اكتشاف فارونا في 28 نوفمبر 2000 من قبل روبرت ماكميلان من سبايس واتش.التعين المؤقت لة 2000 WR106 ولقد شوهد في لوحات يعود تاريخها إلى عام 1954. ولة قدر مطلق 3.760±0.035 

## الحجم
حجم 20000 فارونا الدقيق غير معروف وبالرغم من ذلك يمكن تحديد حجم أجسام حزام كويبر الكبيرة من خلال عمليات رصد متزامنة من خلال الانبعاثات الحرارية وأشعة الشمس المنعكسة.ولسوء الحظ القياسات الحرارية ضعيفة للأجسام البعيدة ويعوقها امتصاص الغلاف الجوي للأرض ، وذلك لأن «ذيل» الانبعاثات الضعيف يمكن الوصول إليه فقط من خلال عمليات رصد قائمة على الأرض. بالإضافة إلى ذلك، فإن التقديرات تعتمد على نموذج معلمات مدارية غير معروفة (على سبيل المثال إتّجاه القطب والقصور الذاتي الحراري) .وبناء على ذلك تختلف تقديرات البياض،مما ينتج عنة أحيانا اختلافات كبيرة في استنتج حجم الجرم الفلكي البعيد. . وتراوحت تقديرات قطر فارونا من 500 إلى 1,060 كم.
نتايج القياسات الحرارية المتعددة النطاقات من مرصد الفضاء هيرشل في عام 2013 أستنتجت قطر فارونا في حدود 668+154
−86 كـم.

## احتجاب
حجب فارونا ولمدة 28 ثانية نجم قدرة 11.1 ورصد الحدث في كامالاو، بارايبا، البرازيل، ليلة 19 فبراير 2010. نتائج احتجاب 2010 كما شوهد من ساو لويز ولمدة 52.5 ثانية يتوافق مع وتر فلكي قدرة 1003 كم. ولكن في بلدية كوشادا على بعد 255 كم كانت النيجة معاكسة وتشير إلى شكل ممدود بشكل كبير ضروري لفارونا.